# Автофрадат III
Автофрадат (Вадфрадад) — царь Персиды в I веке до н. э.

## Биография
Автофрадат III, преемник Дария I, правивший в I веке до н. э., был вторым царём Персиды. По замечанию М. Алрама, на поздних монетах Автофрадата III более, чем на нумизматическом материале предшествующего периода, заметно влияние парфянской чеканки. Как отметил Д. Сэллвуд, сходство с особенностями изображения Митридата I очевидно.
Преемником Автофрадата III стал его сын Дарий II.